# Петтерсен, Бьярне
Бьярне Виктор Петтерсен (норв. Bjarne Viktor Pettersen; 8 июня 1891, Кристиания — 14 декабря 1983, Порсгрунн, Телемарк) — норвежский гимнаст, чемпион летних Олимпийских игр 1912 года в командном первенстве по произвольной системе.